# Podolský potok
Podolský potok är ett vattendrag i Tjeckien. Det ligger i den östra delen av landet, 210 km öster om huvudstaden Prag.